# Chico Buarque de Hollanda na Itália
Chico Buarque de Hollanda na Itália — четвёртый студийный альбом бразильского автора-исполнителя Шику Буарки, выпущенный в апреле 1969 года на лейбле RGE. Альбом был записан во время вынужденного нахождения Буарки в Италии, с гитаристом Токинью в качестве музыкального руководителя, продюсером выступил Серджо Бардотти, он же написал тексты большинства песен. В альбом вошла, среди прочих, итальянская версия «A Banda», которую двумя годами ранее записала певица Мина.
Уже в год выпуска альбом разошёлся тиражом в 200 тысяч копий в Италии.

## Список композиций
Вся музыка написана Шику Буарки, все тексты написаны Серджо Бардотти, за исключением отмеченных.
1. «Far niente» — 2:55
2. «La banda» (Шику Буарки, Антонио Амурри) — 2:11
3. «Juca» — 1:52
4. «Olê, olá» — 2:53
5. «Rita» — 2:03
6. «Non vuoi ascoltar» — 2:28
7. «Una mia canzone» — 2:44
8. «C'è più samba» — 1:56
9. «Maddalena è andata via» — 1:45
10. «Carolina» — 2:40
11. «Pedro pedreiro» (Шику Буарки, Джорджо Калабрезе, Энцо Янначчи) — 2:40
12. «La TV» — 2:46